# Хойт-стрит (линия Истерн-Паркуэй, Ай-ар-ти)
|   |     |     |     |     |   |
| · | · л | · э | · э | · л | · |

|   |     |     |     |     |   |
| · | · л | · э | · э | · л | · |

«Хойт-стрит» (англ. Hoyt Street) — станция Нью-Йоркского метрополитена, расположенная на линии Истерн-Паркуэй, Ай-ар-ти.  На станции останавливаются маршруты 2 (круглосуточно) и 3 (круглосуточно, кроме ночи). Станцию проходят без остановки маршруты 4 (круглосуточно) и 5 (в будни днём). Она представлена двумя боковыми платформами, обслуживающими два локальных пути.
Станция была открыта 1 мая 1908 года.
К западу от станции локальные пути превращаются в экспресс-пути линии Бродвея и Седьмой авеню (маршруты 2 и 3), а экспресс-пути — в экспресс-пути линии Лексингтон-авеню (маршруты 4 и 5). Обе линии идут в Манхэттен через два разных тоннеля.
Восточнее станции идёт линия Истерн-Паркуэй, образующаяся слиянием тех двух линий. Поезда, приходящие со стороны Манхэттена по линии Лексингтон-авеню и работающие здесь локальными (маршруты 4 круглосуточно и 5 в будни днём), проходят эту станцию и следующую Невинс-стрит по экспресс-путям (эту без остановки, а следующую с остановкой, поскольку она является экспресс-станцией) и становятся локальными восточнее, поскольку в точке слияния линий соединение путей ликвидировано.
Станция находится на Фултон-Молл, небольшой улице в центре Бруклина, по которой расположено множество отделений банков и магазинов — один из которых Macy’s. В нескольких кварталах отсюда расположен музей метро города Нью-Йорка.